# Tuffi ai campionati europei di nuoto 2016 - Trampolino 3 metri maschile
La competizione di tuffi dal trampolino 3 metri maschile dei Campionati europei di nuoto 2016 si è svolta il 12 maggio 2016. Al mattino è stato disputato il turno eliminatorio a cui hanno partecipato 28 atleti, mentre in serata ha avuto luogo la finale tra i migliori 12 tuffatori.

## Medaglie
| Posizione | Atleti           | Paese         |
| --------- | ---------------- | ------------- |
| Oro       | Evgenij Kuznecov | Russia        |
| Argento   | Jack Laugher     | Gran Bretagna |
| Bronzo    | Illja Kvaša      | Ucraina       |

## Risultati
In verde sono indicati gli atleti qualificati alla finale.
| Pos. | Atleti              | Nazionalità   | Eliminatorie | Eliminatorie | Finale | Finale |
| Pos. | Atleti              | Nazionalità   | Punti        | Pos.         | Punti  | Pos.   |
| ---- | ------------------- | ------------- | ------------ | ------------ | ------ | ------ |
|      | Evgenij Kuznecov    | Russia        | 405.15       | 6            | 497.90 | 1      |
|      | Jack Laugher        | Gran Bretagna | 495.05       | 1            | 473.60 | 2      |
|      | Illja Kvaša         | Ucraina       | 400.70       | 8            | 463.85 | 3      |
| 4    | Il'ja Zacharov      | Russia        | 433.20       | 2            | 457.75 | 4      |
| 5    | Patrick Hausding    | Germania      | 432.25       | 3            | 433.05 | 5      |
| 6    | Giovanni Tocci      | Italia        | 424.45       | 5            | 432.30 | 6      |
| 7    | Matthieu Rosset     | Francia       | 430.50       | 4            | 419.90 | 7      |
| 8    | Oliver Dingley      | Irlanda       | 404.35       | 7            | 414.50 | 8      |
| 9    | Martin Wolfram      | Germania      | 394.55       | 9            | 384.50 | 9      |
| 10   | Nicolás García      | Spagna        | 388.85       | 10           | 379.35 | 10     |
| 11   | Oleh Kolodij        | Ucraina       | 386.70       | 11           | 364.15 | 11     |
| 12   | Alberto Arévalo     | Spagna        | 373.90       | 12           | 311.75 | 12     |
| 13   | Yorick de Bruijn    | Paesi Bassi   | 373.45       | 13           |        |        |
| 14   | Michele Benedetti   | Italia        | 372.65       | 14           |        |        |
| 15   | Guillaume Dutoit    | Svizzera      | 370.35       | 15           |        |        |
| 16   | Yury Naurozau       | Bielorussia   | 358.40       | 16           |        |        |
| 17   | Constantin Blaha    | Austria       | 356.40       | 17           |        |        |
| 18   | Jonathan Suckow     | Svizzera      | 352.80       | 18           |        |        |
| 19   | Chola Chanturia     | Georgia       | 349.10       | 19           |        |        |
| 20   | Vinko Paradzik      | Svezia        | 344.80       | 20           |        |        |
| 21   | Frederick Woodward  | Gran Bretagna | 341.05       | 21           |        |        |
| 22   | Joey van Etten      | Paesi Bassi   | 337.35       | 22           |        |        |
| 23   | Alexis Jandard      | Francia       | 331.20       | 23           |        |        |
| 24   | Kacper Lesiak       | Polonia       | 324.90       | 24           |        |        |
| 25   | Jaŭhen Karalëŭ      | Bielorussia   | 310.15       | 25           |        |        |
| 26   | Jouni Kallunki      | Finlandia     | 295.15       | 26           |        |        |
| 27   | Fabian Brandl       | Austria       | 288.55       | 27           |        |        |
| 28   | Alexandre Gujabidze | Georgia       | 249.90       | 28           |        |        |